# Tillandsia pucaraensis
Tillandsia pucaraensis är en gräsväxtart som beskrevs av Renate Ehlers. Tillandsia pucaraensis ingår i släktet Tillandsia och familjen Bromeliaceae. Inga underarter finns listade i Catalogue of Life.